# 11:11 (película)
11:11, conocida también como Hell's gate 11:11; en España 11:11 el mal tiene un nuevo número y en Hispanoamérica El sello del mal, es una película canadiense de suspense y terror estrenada en el 2004. Dirigida por Michael Bafaro, está interpretada por Laura Mennell, Paul Dzenkiw y Christie Will.
La película fue directamente estrenada en vídeo/DVD

## Argumento
El 11 de enero de 1992 una serie de fenómenos extraños conmocionaron al mundo, como la historia de una niña de 7 años que tiroteó a los hombres que habían asesinado brutalmente a sus padres.
18 años después, Sarah es una mujer adulta algo retraída que comienza a observar extraños fenómenos a su alrededor que la llevarán a descubrir el misterio del número 11:11 que fue encontrado grabado en la espalda de su madre.

## Reparto
| Actor                  | Personaje             | Nota                                  |
| ---------------------- | --------------------- | ------------------------------------- |
| Laura Mennell          | Sara Tobias           |                                       |
| Paul Dzenkiw           | Seth                  |                                       |
| Christie Will          | Raden                 |                                       |
| Kristina Copeland      | Madre de Claire, Sara |                                       |
| Cathy Weseluck         | Prof. Kosta           |                                       |
| Chris Harrison         | Jake                  |                                       |
| Michael St. John Smith | Sheriff Ben           |                                       |
| Matt Bellefleur        | Drake                 |                                       |
| Amy Adamson            | Dacia                 |                                       |
| Laura Jayne McDonald   | Theresa               | Acreditada como Laura Jayne MacDonald |
| Jane Sowerby           | Tía Lydia             |                                       |
| Glenn Ennis            | Padre de Sara         | Acreditado como Glen Ennis            |

## Recepción
La película en IMDb.com tiene una puntuación de , siendo la opinión de los usuarios más bien negativa. En Rotten Tomatoes de cada 5 usuarios que la han visto a una media de 2 le gustó la película. Y en Bloody-disgusting.com tiene una puntuación de 
En lo que respecta a la crítica, Prairie Miller de NewsBlaze aunque la calificó de «bajo presupuesto» dijo de ella que era un «thriller de alta calidad» y que poseía un «énfasis clásico en contar historias» más que «efectos especiales» vacíos de la mayoría de películas de hoy.
Pablo Villaca de Cinema em cena dijo prometer no olvidar el nombre de Michael Bafaro y huir «cuando figure en los créditos».